# Say It Loud - I'm Black and I'm Proud
Say It Loud – I'm Black and I'm Proud (in italiano: "Dillo forte: sono nero e ne sono fiero"), è un brano musicale registrato da James Brown, fu pubblicato come singolo a due facciate nel 1968 (numero 10 nella classifica Billboard Hot 100) e fu inserito nell'album omonimo e in A Soulful Christmas, rispettivamente del 1969 e del 1967 

## Descrizione
Il brano venne scritto dal sassofonista Alfred "Pee Wee" Ellis, che faceva parte della band di James Brown, in un periodo in cui era attivo il movimento per i diritti civili degli afroamericani ed infuriavano le lotte dei neri per riscattare i propri diritti. Infatti, nonostante l'approvazione del Civil Rights Act del 1964 che, tra le altre cose, aveva abolito la Segregazione razziale nelle scuole e l'approvazione nel 1965 del Voting Rights Act, promosso da Martin Luther King, in cui veniva abolita la discriminazione per le votazioni negli USA, la strada per la completa integrazione degli afroamericani era ancora lunga. La canzone divenne l'inno non ufficiale del movimento Black Power.
Il disco mantenne il numero uno nella classifica Hot R&B/Hip-Hop Songs per sei settimane e raggiunse la decima posizione nella Billboard Hot 100.

### Significato
(Say It Loud – I'm Black and I'm Proud, James Brown, 1968)
In Say It Loud - I'm Black and I'm Proud, James Brown, attacca i pregiudizi razziali verso i neri negli Stati Uniti, per promuovere l'autostima degli afroamericani e la necessità di un cambiamento di mentalità. La canzone infatti ha un ritornello basato su un botta e risposta fra la voce solista che incita: «Say It Loud!» ("Dillo forte!") ed il coro (composto da una trentina di adolescenti) che risponde: «I'm Black and I'm Proud!» ("Sono nero e ne sono fiero!"). Il testo prosegue poi con un altro proclama nel reclamare "l'opportunità di fare delle cose per se stessi, indipendentemente e non per conto di qualcun altro".
Svariati altri singoli di Brown dello stesso periodo, come per esempio I Don't Want Nobody to Give Me Nothing (Open Up the Door, I'll Get It Myself), affrontano tematiche simili e contribuirono a lanciarne l'immagine di artista consapevole, paladino dei diritti civili.
L'esortazione iniziale presente nella canzone, «With your bad self», è un esempio di riappropriazione linguistica, e aggiunse un nuovo soprannome alla lista dei molti già posseduti da James Brown: "His Bad Self".